# Левін Володимир Ілліч
Володимир Ілліч Левін (1 червня 1970, Київ) — український політик, бізнесмен та громадський діяч, кандидат економічних наук. Депутат Київської міської ради VIII та IX скликань. Директор корпорації «Укрбуд», президент футбольного клубу «Десна».

## Біографія
Народився в сім'ї інженера-конструктора та економістки. У 1985 році закінчив школу № 165 Києва, тоді ж вступив до Київського технікуму радіоелектронного приладобудування на спеціальність «радіотехнік-технолог». У 1989—91 роках проходив строкову військову службу.
З 1991 по 1996 роки навчався в Європейському університеті фінансів, інформаційних систем, менеджменту і бізнесу на факультеті «Економіка і підприємництво», у 1994—1999 роках — на факультеті «Фінанси» Київського національного економічного університету ім. В.Гетьмана, де отримав диплом економіста. З 2009 по 2013 роки навчався в Московській бізнес-школі, у 2012—2016 роках — в Академії фінансового управління при Міністерстві фінансів України, де захистив кандидатську дисертацію за темою оподаткування малого і середнього бізнесу. Має низку наукових публікацій.
Трудову діяльність розпочав з 1992 року. Працював на керівних посадах українських та міжнародних приватних і державних компаніях, зокрема заступником директора, референтом президента, директором, головним бухгалтером, фінансовим директором. У 2003—05 роках — заступник генерального директора Державного підприємства «Укррезерв» Держкомрезерву України та фінансовий директор ГКТП «Хрещатик» Міністерства аграрної політики України, згодом — директором кількох приватних товариств. У 2013 році отримав подяку Прем'єр-міністра України за вагомий вклад у розвиток українського підприємництва та ринкової інфраструктури.
Одружений, дружина — Левіна Оксана Володимирівна, діти — Лев та Дмитро.

### Громадсько-політична діяльність
У 2007 році заснував громадську організацію «Укрринок», у 2010 році був співголовою Координаційної ради з питань розвитку малого та середнього бізнесу при уряді України, у 2011-му — член Громадської ради при Міністерстві фінансів України.
Один з організаторів опозиційних акцій — Податкового майдану та Майдану без політиків, що відбулися за президентства Віктора Януковича.
У 2015 році обраний депутатом Київської міської ради VIII скликання від 86 виборчого округу, Оболонський район. Безпартійний, висуванець Європейської Солідарності. Працював у комісії з питань бюджету та соціально-економічного розвитку.
На виборах до Верховної Ради України 2019 року балотувався у народні депутати України від «Європейської Солідарності» у 216 виборчому окрузі.
Від 27 жовтня 2017 року — президент чернігівського футбольного клубу «Десна».
У 2023 році став депутатом Київської міської ради IX скликання від «Європейської солідарності».

## Статки
Очолює рейтинги найбагатших депутатів Київради, майже щороку декларує 8-11 мільйонів готівкою, при цьому показуючи нульові доходи. У трьох компаніях, де працює, зарплатні не отримує. Так, у 2016 році доходів не мав, дружина заробила понад 420 тис. гривень процентів від банківських вкладів. Депутат значився власником двох квартир у Києві площею 48 та 149 кв. метрів, автомобіля марки «Mercedes-Benz» 2013 року випуску. Також придбав цінні папери за 1,5 млн гривень та автомобіль за понад 1,7 млн грн. Дружині належали дві квартири у Києві площею 52 та 454 кв. метри, чотири машиномісця, два офіси (572 та 84 кв. м), дача (243 кв. м) та земельна ділянка (783 кв. м) у с. Гнідин, автомобіль «Лексус» 2010 року.
За декларацією 2018 року Володимир Левін доходів не мав, а дружина заробила 240 тис. гривень. На банківських рахунках вона має 5,5 млн доларів США, чоловік задекларував біля 11 млн доларів та 1,1 млн євро готівкою. До декларації внесено квартиру в Києві площею 149 кв. метрів, яка записана на матір депутата, дві квартири в Києві площею 21 і 454 кв. метри та 4 машиномісця, що належать дружині, нежитлові приміщення 84 і 562 кв. метри. Родина володіє двома автомобілями марки «Mercedes-Benz» 2013 та 2016 років випуску вартістю 1,2 млн гривень і 1,7 млн гривень відповідно. Сам Левін володів компанією «АФ — лізинг» та мав 1 % у компанії «Енергооберіг». Дружина володіла частками в трьох компаніях.